# Unión Patriótica (Chile)
Unión Patriótica (UPA) fue un partido político chileno de extrema izquierda, liderado por el político Eduardo Artés, quien fue candidato presidencial en las elecciones de 2017 y de 2021. Agrupaba a una serie de movimientos políticos de carácter revolucionario y de extrema izquierda como el MIR, el PC(AP), el Partido Comunista Poder Popular, entre otros. Tras los resultados de las elecciones parlamentarias de 2017 fue disuelto por el Servicio Electoral de Chile, inscribiéndose nuevamente como partido en enero de 2020. En febrero de 2022 fue nuevamente disuelto al no alcanzar los votos suficientes para mantener su legalidad,pero ahora sigue siendo una organización política, pero como un movimiento popular, como su aliado, el Partido Comunista Chileno (Acción Proletaria).

## Historia e ideología
Unión Patriótica se fundó, originalmente, el 14 de septiembre de 2015, según consta en la escritura pública publicada el 2 de octubre de 2015 en el Diario Oficial de la República de Chile para establecer su constitución. La UPA se constituyó como partido ante el Servicio Electoral de Chile dos días después, el 16 de septiembre, con el respaldo del Partido Comunista Chileno (Acción Proletaria), organización liderada por el presidente de la UPA, Eduardo Artés. En el partido se aglutinan dirigentes sindicales y mapuche. así como diversos movimientos políticos. Durante 2015 y 2016 realizó el proceso de recolección de firmas para ser oficialmente reconocido por el Servel como partido político, situación que sucedió el 24 de mayo de 2016.
En su declaración de principios, la Unión Patriótica se define como un partido progresista, patriótico y popular. La colectividad tiene además una posición marcadamente antiimperialista. El partido manifiesta su apoyo a la legalización del aborto, y aboga por la nacionalización, defensa y conservación de los recursos naturales del país, proponiendo además un proceso de industrialización nacional. Además aboga por una educación gratuita, un medio ambiente libre de contaminación, y la creación de una asamblea constituyente.
Participaron en las elecciones municipales de 2016, sin elegir ningún alcalde ni concejal. 

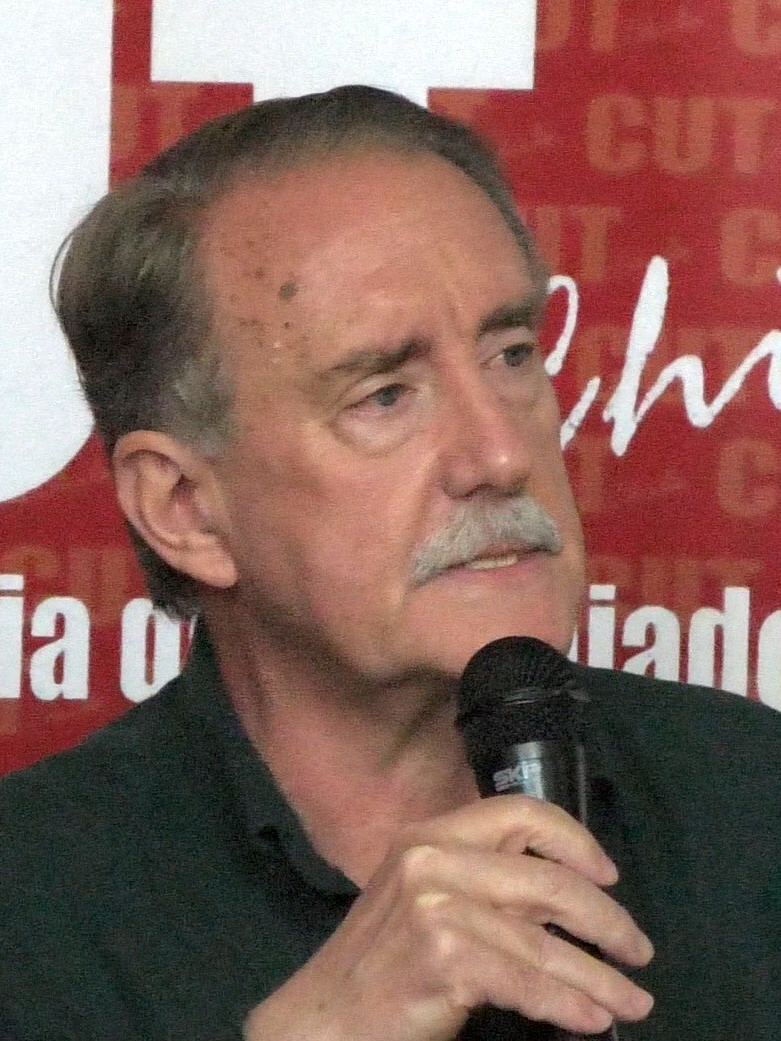
Eduardo Artés, candidato presidencial de UPA el 2017 y 2021.

El partido participó en el proceso de las elecciones parlamentarias, presidenciales y de consejeros regionales de 2017, siendo su presidente Eduardo Artés su abanderado presidencial. Sin embargo, este último obtuvo el 0,51% de los votos a nivel nacional, y ninguno de sus candidatos fue elegido. Debido a que el partido obtuvo menos del 3% de los votos en las elecciones de diputados en cada una de las tres regiones contiguas a las que presentó candidatos, y a que ninguno de sus candidatos al parlamento fue elegido, el partido fue disuelto por el Servicio Electoral el 11 de mayo de 2018.
El 8 de mayo de 2019 el Servel publicó el extracto de constitución de Unión Patriótica, con lo cual el partido inició su proceso de reinscripción. El 29 de enero de 2020 el partido fue legalizado nuevamente.
El 28 de noviembre de 2020, el partido formó una alianza electoral con el Movimiento de Izquierda Revolucionaria (MIR) y otras organizaciones de extrema izquierda de cara a las elecciones municipales de Chile de 2021 y las elecciones de convencionales constituyentes para redactar una nueva constitución.
El 23 de agosto de 2021, el partido inscribió como candidato presidencial a Eduardo Artés, logrando 103.181 votos, correspondiente a un 1,47% de los votos válidamente emitidos.
En las elecciones parlamentarias de Chile de 2021, nuevamente no logró el porcentaje de votos requeridos por ley para mantener su estatus legal. lo cual llevó a que el 3 de febrero de 2022, el Servel declarara la disolución del partido.

## Directiva
Hasta el momento de su disolución en 2022, la directiva del partido fue la siguiente:
- Presidente: Eduardo Artés Brichetti
- Secretario General: Luis Aravena Egaña
- Tesorero: Rafael Alejandro Aravena Egaña

### Integrantes del Tribunal Supremo
- Presidente: Giuliano Tognarelli Aranda
- Vicepresidente: Gaspar Mateo Ortiz Cárdenas
- Secretario: Nicolás Ignacio Molina Vera

## Autoridades

### Concejales
UPA tuvo un concejal electo para el periodo 2021-2024:
| Nombre        | Comuna     | Región                                           |
| ------------- | ---------- | ------------------------------------------------ |
| Gonzalo Rubio | Las Cabras | Región del Libertador General Bernardo O'Higgins |

## Resultados electorales

### Elecciones parlamentarias
|  | 0,44 % |

|  | 0,86 % |

|  | 0,89 % |

|  | 0,89 % |

### Elecciones municipales
|  | 0,17 % |

|  | 0,31 % |

|  | 0,28 % |

|  | 0,48 % |

Nota: Los resultados de la elección de concejales de 2016 incluye a los independientes apoyados por el partido dentro del pacto «Justicia y Transparencia».

### Elecciones de gobernadores regionales
| Elección | Gobernadores | Gobernadores    | Gobernadores |
| Elección | Votos        | % de votos      | Escaños      |
| -------- | ------------ | --------------- | ------------ |
| 2021     | 61 694       | \| \| 1,02 % \| | 0/16         |
|          | 1,02 %       |                 |              |

### Elecciones de convencionales constituyentes
| Elección | Constituyentes | Constituyentes  | Constituyentes |
| Elección | Votos          | % de votos      | Escaños        |
| -------- | -------------- | --------------- | -------------- |
| 2021     | 41 966         | \| \| 0,74 % \| | 0/155          |
|          | 0,74 %         |                 |                |